# Aruna Dindane
Aruna Dindane (Abidjan, 26 de novembro de 1980) é um ex - futebolista marfinense que atuava como atacante. Teve uma curta passagem pelo futebol inglês pelo Crystal Palace e Portsmouth.

## Carreira
Aruna integrou o elenco da Seleção Marfinense de Futebol, participou da Copa do Mundo 2006, marcando 2 gols. e  na Copa do Mundo de 2010.